# 劉淮 (正德進士)
劉淮（1471年—？），字東注，號平岗，河南開封府睢州人，軍籍，明朝政治人物。

## 生平
河南鄉試第三十八名舉人。正德十二年（1517年）中式丁丑科會試第一百七十名，登第三甲第一百七十九名進士。户部观政，由大理评事历升陕西佥事，嘉靖四年（1525年）六月与巡抚張璿因庆王朱台浤謀不轨案被逮问。後無罪释放，补湖广佥事，嘉靖十二年（1533年）八月升广西布政司右参议，十五年八月调贵州参议，历升贵州参政致仕。

## 著作
所著《闻见录》、《礼经解》、《平冈集》五十馀卷。

## 家族
曾祖劉儲。祖父劉榮。父劉翱。母孟氏。永感下。弟劉瀾、劉津。